# 万峰林街道
万峰林街道，是中华人民共和国贵州省黔西南布依族苗族自治州兴义市下辖的一个乡镇级行政单位。

## 行政区划
万峰林街道下辖以下地区：
上纳灰村、鱼龙村、双生村、纳录村、乐立村、下纳灰村、落水洞村和瓮本村。